# Estatua de Oliver Cromwell (Westminster)
La estatua de Oliver Cromwell es una escultura al aire libre ubicada en los jardines de la Cámara de los Comunes del Reino Unido del Palacio de Westminster, en Londres. Cromwell fue Lord Protector de la Mancomunidad de Inglaterra, Escocia e Irlanda entre 1653 y 1658. Justo enfrente de la estatua, en el muro de la iglesia de Santa Margarita, al otro lado de la calle, se encuentra un busto de Carlos I, que suele pasar desapercibido.
La estatua fue diseñada por Hamo Thornycroft y erigida en 1899. Ha dividido la opinión, tanto antes de su erección como desde entonces, debido a la oposición de Cromwell a la monarquía y a su papel en la conquista de Irlanda.
La estatua es una de las cinco estatuas públicas de Cromwell en el Reino Unido y está catalogada de grado II por su mérito arquitectónico.

## Descripción
La estatua fue esculpida por Hamo Thornycroft y presenta a Cromwell de pie sosteniendo una espada y una biblia. La biblia está marcada "Holy Bible 1641", y mientras que la estatua principal de Cromwell está marcada "Hamo Thornycroft 1897", el león de la base está marcado "1899".

## Historia
Tras el incendio que destruyó partes del Palacio de Westminster en el siglo XIX, la cuestión de si Oliver Cromwell debía tener una estatua en la reconstrucción del mismo se debatió en las páginas de The Times, y la revista Punch satirizó la cuestión. La cuestión se planteó una vez más en la Cámara de los Comunes en 1856, y John George Phillimore dijo que "cualquier hombre que pueda oponerse a una estatua de Cromwell debe estar imbuido de fanatismo y espíritu de partido en el más alto grado". Se planteó varias veces más en los años siguientes por los partidarios de una estatua.
El gobierno propuso públicamente una estatua de Cromwell por primera vez en 1895, lo que inmediatamente provocó que los miembros del público cuestionaran la decisión debido a las opiniones divididas sobre Cromwell. La propuesta terminó en un debate y una votación parlamentaria, en la que el gobierno evitó por poco la derrota cuando los unionistas se pusieron de su lado, mientras que la mayoría de los conservadores y el Partido Nacional Irlandés votaron en contra de la medida debido a la historia de Cromwell en Irlanda.
La decisión fue condenada por los periódicos de Irlanda. Tras una nueva oposición del Partido Nacional Irlandés, la propuesta fue retirada el 17 de julio de 1895. Herbert Gladstone, Primer Comisario de Obras, aprobó la estatua con la financiación procedente de un donante privado anónimo. En 1899, su sucesor, Aretas Akers-Douglas, confirmó que la ubicación propuesta para la estatua era el jardín hundido junto a Westminster Hall. La estatua, fundida en bronce por Singer of Frome, fue inaugurada el 31 de octubre de 1899, seguida de un discurso sobre Cromwell pronunciado por el ex primer ministro Lord Rosebery, que posteriormente se reveló como el donante anónimo que pagó la estatua, y cuya esposa era la única heredera de la fortuna de la familia Rothschild.
En 2004, un grupo de diputados propuso una moción de urgencia para que la estatua fuera retirada y fundida. La moción no fue apoyada, y otros diputados sugirieron que la estatua fuera trasladada a otro lugar.
En agosto de 2008 se llevaron a cabo trabajos de restauración para eliminar la suciedad y una capa de cera negra que se había aplicado previamente al bronce. Esto cambió el color de la estatua de negro a un marrón más natural, y se aplicó sulfuro de potasio para igualar el color tanto de Cromwell como del león. Se cubrió con una cera transparente para garantizar que se mantuviera el acabado natural. Los trabajos de conservación se completaron a tiempo para el 350 aniversario de la muerte de Cromwell, el 3 de septiembre de 2008.